# 松井愛のすこ〜し愛して★
『松井愛のすこ〜し愛して★』（まついあいのすこ〜しあいして）は、MBSラジオが2013年10月11日から放送中の生ワイド番組。松井愛（毎日放送アナウンサー）の冠番組で、放送上はすこ愛（すこあい）という通称も用いている。
番組開始から2014年3月21日までは、「茶屋町プレミアムナイト」（2013年度の自社制作・平日夜間ナイターオフ番組レーベル）金曜枠の番組として、毎週金曜日の17:54 - 21:00に放送。同年4月4日からは、タイトルロゴの★を♥（ハートマーク）に改めたうえで、放送枠を16:00 - 17:46に移動した。
2014年度のナイターオフ期間（2014年10月7日 - 2015年3月）には、上記の放送枠に加えて、「茶屋町プレミアムナイト」第1部枠の番組として毎週火曜日 - 金曜日の17:54 - 20:00にも放送。金曜日のみ、2部構成の4時間番組になっていた。2015年3月30日（月曜日）からの2015年度改編からは、毎週月曜日 - 金曜日の10:30 - 12:30に放送する。
当ページでは便宜上、毎週金曜日のみに放送されていた時期を「第1期」（2013年度の「茶屋町プレミアムナイト」（以下「茶屋町‐」と略する）が前期、『嘉門達夫のどんなんやねん!』の枠に収まった2014年度プロ野球シーズンが後期）、2014年度の「茶屋町‐」を「第2期」、月〜金の午前帯に移った時期を「第3期」と記す。また、2017年10月6日から2021年3月28日まで毎週日曜日の午前中（9:15 - 9:30 → 7:20 - 7:30）に放送していた派生番組シリーズ『松井愛のあさカツ♥』（まついあいのあさかつ）についても述べる。

## 概要
既婚者・1男の母親にして、過去の出演番組で多数の大物芸能人のアシスタントを務めてきた松井にとって、レギュラーでは毎日放送入社21年目（開始時点）で初めての冠番組。落語家・漫才師・お笑い芸人などのパートナーと共に、リスナーからのメッセージを交えながら、女性ならではの目線で本音トークを繰り広げる。
番組タイトルの「すこ〜し愛して」は、松井の名前である「愛」に、「すこし愛して、なが〜く愛して」（大原麗子が出演した「サントリーレッド」のテレビCMシリーズで使われたキャッチコピー）を重ねている。また、松井が進行するコーナーにも、タイトルに必ず「愛」を挿入。また、Twitterの公式アカウントを通じて番組情報を発信するほか、リスナーからのメッセージも受け付けている。
第1期には、「週愛パートナー」と称する週替わりパートナー制度を採用。前期（2013年度ナイターオフ編成版）では、「茶屋町プレミアムナイト」内の共通コーナーである「Today's Sports Topix」（スポーツニュース）「MBSニュース」や、ヒューマン中村の進行による男性目線のコーナー「ようこそ!男の花園へ」なども放送。コーナーの合間には、松井が大ファンであることを公言している松田聖子の楽曲 や、1980年代を中心にした洋楽を流していた。
2014年4月4日からは、タイトルを『松井愛のすこ〜し愛して♥』（♥はハートマークで読み方は同じ）に改めたうえで、『嘉門達夫のどんなんやねん!』の後継番組として第1期の後期に移行。松井や中村などのレギュラー陣が前期から続投したほか、「週愛パートナー」のシステムも継続した。ちなみに、タイトルのマークを変える理由は、♥が松井の名前（愛）を表すことに加えて、まだ星（★）の出ない夕方に放送するようになったからとされる。
第2期（2014年度ナイターオフ編成版）では、『松井愛のすこ〜し愛して♥』というタイトルと、金曜日16:00 - 17:46の放送を継続。さらに、「茶屋町‐」自体の枠を2部構成に再編したことによって、火曜日〜金曜日に新設された第1部（17:46 - 20:00）の金曜日にも当番組を放送するようになった。なお、「茶屋町‐」の第1部では、前年度に続いて「Today's Sports Topix」「MBSニュース」を内包。その一方で、シャンプーハットを火曜日、テンダラーを水曜日（いずれも2013年度の「茶屋町‐」枠の番組へレギュラー出演）、未知やすえ（「茶屋町‐」の第1期に「週愛パートナー」として出演）を木曜日のパートナーに固定していた。
第3期（2015年3月30日以降）では、『上泉雄一のええなぁ!』と放送枠を入れ替える格好で、毎週月 - 金曜日の10:30 - 12:00に通年で放送。同番組から、レギュラー出演者や企画の一部を引き継いでいる。
2017年4月3日（月曜日）からは、日本気象協会関西支社所属の気象予報士に代わって、毎日放送気象情報部と契約している南気象予報士事務所所属の予報士が番組内の「お天気のお知らせ」（12時台で定期的に放送する天気予報コーナー）を交互に担当している。毎日放送が前年（2016年9月）に気象庁から気象予報業務の実施を許可されたことによるもので、「MBS気象情報部の気象予報士」として、同部の独自観測に基づく天気予報を伝える。
2019年2月27日（水曜日）で、第1期初回からの通算放送回数が1000回に到達。当日は、希望するリスナーから抽選で20名を招く格好で、公開生放送を実施した。

## 放送時間
- 第1期
  - 前期（2013年10月11日 - 2014年3月21日）：毎週金曜日 17:54 - 21:00
    - 『MBSタイガースライブスペシャル』としてクライマックスシリーズや日本シリーズのナイトゲームを中継する場合には、当番組を休止。中継終了後にステブレレスで『報道するラジオ』（本来の後枠番組）へ直結するとともに、同番組内でニュースをまとめて伝えていた。

  - 後期（2014年4月4日 - 2014年10月3日および2015年3月27日）：毎週金曜日 16:00 - 17:46
- 第2期
  - 2014年10月7日 - 2015年3月：毎週火 - 木曜日 17:46 - 20:00（2015年3月26日まで）、毎週金曜日 16:00 - 20:00（2015年3月20日まで）
    - 2014年11月4 - 7日および11 - 14日には、『JA共済プレゼンツ「大人のライフプラン」』（ニッポン放送制作[3]）を19:50 - 20:00に編成した関係で、当番組の終了時刻を10分繰り上げた。
    - 2015年1月1日（木曜日）には、レギュラーの放送枠で「元日からリクエストスペシャル」を実施。翌2日（金曜日）には、12:30 - 20:00に新春特別番組『松井愛の「お正月から」すこ〜し愛して♥』を編成した（いずれも生放送）[4]。
- 第3期
  - 2015年3月30日 - 2021年10月2日：毎週月 - 金曜日 10:30 - 12:30
    - 当該時間帯の生ワイド番組『上泉雄一のええなぁ!』の放送枠を継承したうえで、通年放送の平日生ワイド番組としてリニューアル。同番組は、放送枠を毎週月曜日 - 金曜日の夕方（15:30以降）に移動させたうえで放送を継続する。
    - 毎年1月第2週の月曜日（成人の日）には、13:00から『GOGO競馬ホリデー!』[5] を放送することに伴う措置として、当番組の放送時間を12:50まで延長する。
    - 皇太子徳仁親王が第126代天皇に即位した2019年5月1日（水曜日）には、11:00 - 11:30にJRN報道特別番組『即位後朝見の儀』（TBSラジオ制作）を単独番組として編成した関係で、当番組を2部構成（第1部＝10:30 - 11:00→第2部＝11:30 - 12:30）で放送した。

  - 2021年10月5日 - ：毎週月 - 金曜日 10:00 - 12:00
    - MBSラジオにおける（毎日放送時代を含めても）史上最大（改編率76.1%）の番組改編に伴って、前枠番組『ありがとう浜村淳です』の放送時間を30分短縮する一方で、当番組の放送枠を30分繰り上げ。

## 出演者
◎：出演時点で毎日放送のアナウンサー

### パーソナリティ
- 松井愛◎
  - 2015年1月1日には、生放送によるMBSラジオの新春特別番組『店主・角淳一70歳誕生日記念おとなの駄菓子屋〜お正月だよ古希スペシャル〜』（16:00 - 17:43）でアシスタントを務めたことに続いて、当番組の「元日からリクエストスペシャル」にも出演。翌2日の『松井愛の「お正月から」すこ〜し愛して♥』では、毎日放送への入社後初めて、7時間半にわたる生放送をメインパーソナリティとして取り仕切った[4]。

#### パーソナリティ代理
第3期でランチタイムでの通年放送へ移行してからは、松井が夏季休暇を取得する8月の1週間を中心に、日替わりパートナーや同僚のアナウンサーやコーナーレギュラーがパーソナリティ代理を担当。この期間は、放送上の番組タイトルも『（パーソナリティ代理か週愛パートナー）のすこ〜し愛して♥』に変えている。
- 2015年8月第2週（10 - 14日）：松井が夏季休暇を取得したことに伴って、以下の人物が代演した。
  - 8月10日[7]：上田悦子◎
  - 8月11日[8]：浅越ゴエ
  - 8月12日[9]：古川圭子[10]◎
  - 8月13日：豊崎由里絵[11]◎
  - 8月14日：亀井希生[12]◎
- 2016年8月第2週（8 - 12日）：松井が夏季休暇を取得したことに伴って、以下の人物が代演した。
  - 8月8日：武川智美◎
  - 8月9日[13]：浅越ゴエ
  - 8月10日：松本麻衣子[14]◎
  - 8月11日：藤林温子[15]◎
  - 8月12日：亀井希生[16]◎
- 2017年8月第3週（14 - 18日）：松井が夏季休暇を取得したことに伴って、以下の人物が代演した。
  - 8月14日[17]：大吉洋平◎
  - 8月15日：豊崎由里絵◎
  - 8月16日：河田直也◎
  - 8月17日：前田阿希子[18]◎
  - 8月18日：亀井希生◎
- 2017年12月第2週（4 - 8日）：松井が身内（実父）の不幸を理由に休演したため、以下の人物が代演した。
  - 12月4日：武川智美◎
  - 12月5日：浅越ゴエ[19]・上田悦子[20]◎
  - 12月6日：古川圭子◎
  - 12月7日：松川浩子◎
  - 12月8日：月亭方正[21]・古川圭子[22]◎
- 2018年8月第3週（13 - 17日）：松井が夏季休暇を取得したことに伴って、以下の人物が代演した。
  - 8月13日[23]：武川智美◎
  - 8月14日：玉巻映美[24]◎
  - 8月15日：河田直也◎
  - 8月16日：豊崎由里絵◎
  - 8月17日：松本麻衣子◎
- 2019年8月第3週（12 - 16日）：松井が夏季休暇を取得したことに伴って、以下の人物が代演した。
  - 8月12日：河田直也◎
  - 8月13日：玉巻映美◎
  - 8月14日：松本麻衣子◎
  - 8月15日：藤林温子◎
  - 8月16日[25]：上田悦子◎
- 2019年12月第1・2週（3 - 13日）：松井がインフルエンザの感染により発声できなくなったため、放送上のタイトルはそのまま[26] に、同僚のアナウンサーが日替わりでパーソナリティを代行した。
  - 12月3日：松本麻衣子◎
  - 12月4日：関岡香◎
  - 12月5日・12日：武川智美◎
  - 12月6日[27]・13日[28]：亀井希生◎
  - 12月9日：古川圭子[29]◎
  - 12月10日[30]：井上雅雄◎
  - 12月11日：藤林温子[31]◎
- 2020年8月第2・3週：松井が第2週の初日（3日＝月曜日）に夏風邪で毎日放送への出社を見合わせたことや、第3週（10 - 14日）を当初から夏季休暇に充てていたことに伴って、5日（水曜日） - 7日（金曜日）以外の放送で以下のアナウンサーが代演。年初から日本国内で新型コロナウイルスへの感染が拡大していることを背景に、第2週には微熱ながら医師の指導で同局から1週間の出社停止規定が適用されたため、5 - 7日には松井が自宅からスカイプ経由で出演した[32][33]。なお、5 - 7日と亀井が代演した14日（金曜日）以外の放送日には、週愛パートナーの芸名をタイトルに入れて放送。『上泉雄一のええなぁ!』でも、上泉の夏季休暇中（9月第2週）の放送で同様の措置を講じている。
  - 8月3日[34]：古川圭子[29]◎
  - 8月4日[35]：松本麻衣子◎
  - 8月10日[34]：武川智美◎
  - 8月11日[35]：玉巻映美◎
  - 8月12日[36]：河田直也◎
  - 8月13日[37]：藤林温子◎
  - 8月14日[38]：亀井希生◎
- 2021年8月第2週（9 - 13日）：松井が夏季休暇を取得したことに伴って、以下の人物が代演。放送上の番組タイトルを『（パーソナリティ代理）のすこ〜し愛して♥』に変更するパターンを復活させている。
  - 8月9日：古川圭子[29]◎
  - 8月10日：藤林温子◎
  - 8月11日：西村麻子◎
  - 8月12日：武川智美◎
  - 8月13日[39]：亀井希生◎
- 2022年8月第3週（15 - 19日）：松井が夏季休暇を取得したことに伴って、以下の人物が代演した。
  - 8月15日：上田悦子◎
  - 8月16日：玉巻映美◎
  - 8月17日[40]：松川浩子◎
  - 8月18日：藤林温子[41]◎
  - 8月19日[39]：武川智美[42]◎
    - 『上泉雄一のええなぁ!』では、2021年10月改編から放送枠を平日の早朝（6:00 - 8:00）へ移したことを機に、毎日放送の女性アナウンサーが上泉のパートナーを日替わりで担当する体制に移行。上田は月曜日（2023年春改編まで）、松川は水曜日を担当しているため、『ええなぁ!』の本番後に当番組のパーソナリティ代理を務めた。代演の前週（2022年8月第2週）には、上泉の夏季休暇に伴って、『ええなぁ!』でも当番組と同じパターンでパーソナリティ代理を任されていた。
- 2022年10月第4週 - 11月第3週（10月26日 - 11月18日）：松井が体調不良で休演したことに伴って、以下の人物が代演。11月7日（月曜日）放送分では、病状など（胆石症治療のため入院）について記した松井からの手紙を月曜パートナーの桂南光が代読した[43]。
  - 10月26日・28日[44][45]：古川圭子◎
  - 10月27日：上田悦子◎
  - 10月31日：武川智美◎
  - 11月1日：藤林温子◎
  - 11月2日・7日：松本麻衣子◎
    - MBSラジオでは11月3日（木曜日・文化の日）に当番組を休止したうえで、『MBSラジオ秋まつり2022』の公開生放送を長居公園（大阪市東住吉区）で10:00から実施していたが、当番組からは木曜パートナーの河野良祐が出演[46]。

  - 11月4日[39]：高井美紀[47]◎
  - 11月8日・15日：三ツ廣政輝◎
  - 11月9日・16日：辻沙穂里◎
  - 11月10日・17日：野嶋紗己子◎
  - 11月11日[48]：中野広大[49]◎
  - 11月14日：清水麻椰◎
  - 11月18日[50]：亀井希生◎
- 2023年8月第3週（14 - 18日）：松井が夏季休暇を取得したことに伴って、以下の人物が代演した。
  - 8月14日：西村麻子[51]◎
  - 8月15日：松本麻衣子◎
  - 8月16日：山崎香佳◎
  - 8月17日：清水麻椰◎
    - 他の仕事で前日（16日）に東京へ出張していたことから、当番組の本番へ間に合わせるべく、17日の早朝に東海道新幹線で帰阪することを計画。しかし、東海道新幹線の運行が令和5年度台風第7号の本州縦断（15日）の余波で大幅に遅れていた最中に乗車を余儀なくされたため、オープニングからのスタジオ出演が不可能になった。このような事情から、当番組では木曜パートナーの河野良祐を「パーソナリティ代理の代理」、本来は木曜日11時台のコーナーにのみ出演している爛々の萌々[52]を河野のポジション（パートナー代理）に急遽起用。オープニングから清水がスタジオに到着するまでの50分間は、『令和喜多みな実河野のすこ〜し愛して♥』というタイトルや、本番前に河野の声で急遽収録したジングルを用いながら、河野と萌々だけで生放送を進めていた。

  - 8月18日[44]：亀井希生[53]◎
- 2024年8月第3週（12 - 16日）：松井が夏季休暇を取得したことに伴って、以下の人物が代演した。
  - 8月12日：松本麻衣子◎
  - 8月13日：海渡未来◎
  - 8月14日：山崎香佳[54]◎
  - 8月15日：松川浩子◎
  - 8月16日[39]：亀井希生◎
- 2025年8月第3週（11 - 15日）：松井が夏季休暇を取得したことに伴って、以下の人物が代演した。
  - 8月11日：松川浩子◎
  - 8月12日：藤林温子◎
  - 8月13日：山崎香佳[54]◎
  - 8月14日：松本麻衣子[55]◎
  - 8月15日[56]：亀井希生◎

### レギュラー

#### 通年放送枠

##### 第1期後期（2014年度プロ野球シーズン）（金曜日16:00 - 17:46）
- 週愛パートナー：月亭方正、小原正子（クワバタオハラ）、千鳥、大畑大介、永野宗典（ヨーロッパ企画）が週替わりで担当。
  - 所定の上記メンバー以外では、メッセンジャーあいはら[57]（メッセンジャー）、シャンプーハット[58]、内場勝則[59]、テンダラー[60] がパートナーを務めたことがある。
- コーナーレギュラー：ヒューマン中村、中西正男（デイリースポーツ出身の芸能ジャーナリスト）
  - 中村は基本として、「ヒューマン中村のモテナイ川柳」（リスナーからの川柳投稿コーナー）にのみ出演。同コーナーでは、松井から「モテナイ師匠」と呼ばれている。
  - 中西は、第1期前期の2014年1月から、月に1回のペースで「アイトモ!すこ〜し教えて♡」（♡はハートマークで表記）に不定期出演。当番組には、「井上公造事務所[61] の斬り込み隊長」という触れ込みで、17時の時報明けから17:43までスタジオに出演する。
- ニュースキャスター：上田崇順◎または千葉猛◎[62]。
  - 『MBSニュース』（16時台）および『ネットワークTODAY〜今日のニュースのまとめ〜』（17時台、本編をMBSラジオで制作するJRN系列の企画ネットコーナー）にのみ出演。ただし、他のアナウンサーが担当することもあった。

本編には登場しないものの、放送中に流れるジングルには、よしもとクリエイティブ・エージェンシー（現在の吉本興業）所属のピン芸人・馬と魚（R-1ぐらんぷり2014準優勝者で2019年9月から「トニーフランク」へ改名）がギターを弾きながら歌うバージョンがあった（「松井愛の」を繰り返すのが特徴で、『♥』でも使用）。

##### 第3期（2015年度以降）（月 - 金曜日10:30 - 12:30→10:00 - 12:00）
2023年4月以降
- 週愛パートナー
  - 月曜日：桂南光
    - 南光は、2014年度で終了した『ノムラでノムラだ♪』シリーズ（平日夕方の生ワイド番組）月曜レギュラーから事実上の続投。2017年9月最終週までは、原則として隔週に出演していた。同年10月第1週からは、毎週レギュラーで出演。
    - 2015年5月25日から2017年9月25日までは、小原正子（クワバタオハラ）が南光との隔週交代で出演していた。小原は、第2子の懐妊を機に、2016年末から産前産後休暇を取得（休暇中の放送には南光が毎週出演）。出産を経て、2017年4月10日放送分から出演を再開した。同年10月から『松井愛と小原正子のあさカツ♥』で松井と再び共演していたが、2020年4月の番組リニューアルに伴って降板。2020年10月9日から2022年9月23日までは『横山太一のピカイチ☆ブランチ!』（朝日放送ラジオで毎週金曜日の9:00 - 12:00に放送されていた生ワイド番組）で横山太一（朝日放送テレビアナウンサー）のパートナーを務めた。

  - 火曜日：浅越ゴエ[64]（ザ・プラン9）
    - 2023年3月28日までは火曜日にコーナーレギュラーとして出演。2019年10月3日以降の木曜日には、『OBCグッドアフタヌーン!ラジぐぅ』（当番組の後半と放送時間が重なるラジオ大阪の生ワイド番組）のパーソナリティも務める。
    - 2023年3月28日までは未知やすえが同曜日パートナーとして出演。当番組では、2014年度の「茶屋町‐」枠・木曜日から松井とコンビを組んでいるため、リスナーなどから（両者の名前にちなんで）「愛やんコンビ」と呼ばれている。2023年4月14日以降は金曜日のゲストパートナーへ移行。
    - やすえは2020年3月31日放送分まで出演した後に、間質性肺炎の入院加療で、他のレギュラー番組とともに2か月ほど休演。休演期間中には、本来はコーナーレギュラーの浅越が全編にわたってパートナー代理を務めるほか、所属する吉本新喜劇から他の女性座員（森田まりこなど）が週替わりで11時台前半から出演している。

  - 水曜日：シャンプーハット
    - コンビとしては2014年度の「茶屋町‐」枠・火曜日、てつじは放送枠移動前の『上泉雄一のええなぁ!』水曜日のコーナー「シャンプーハットてつじの料理のてつじん」担当からそれぞれ続投した。
    - 放送中に紹介したメッセージを投稿したリスナーへのプレゼント用に製作した番組グッズ[65]（デンタルフロス→コロコロリフレッシュペン）のパッケージには、てつじの相方・こいで→恋さんが描いた松井の似顔絵が使われている。

  - 木曜日：河野良祐（令和喜多みな実、2022年10月6日 - ）
    - 2022年9月29日まではメッセンジャーあいはらが出演（放送枠移動前の『上泉雄一のええなぁ!』水曜日パートナーからの続投扱い）。
    - あいはらは2020年の5月上旬から体調が優れず、やすえに続いて間質性肺炎で入院加療を要することが判明したため同月14日から28日まで休演し、当時コーナーレギュラーだった河野がパートナー代理として全編に登場。

  - 金曜日：ゲストパートナー（濱田マリ・野々村友紀子・大竹七未など）が週替わりで出演（2019年10月4日以降）
    - 2019年9月27日までは、2014年度「茶屋町‐」枠・金曜日に週替わりパートナーの1人として出演していた月亭方正を、レギュラーでパートナーに起用していた。2019年の10月改編からは、「今の女性が共感できるレディースデイ」というコンセプトで、女性パートナーが週替わりで出演する体制に変更。『ミント!』（MBSテレビで2019年4月1日から2021年3月5日まで平日の夕方に放送していた総合情報番組）の準レギュラーパネラー（野々村、弁護士の仲岡しゅん、真宗佛光寺派大行寺住職の英月など）や、『上泉雄一のええなぁ!』から移ったパートナー（香西かおりや奥野史子、なるみなど）、新旧の毎日放送アナウンサー（水野晶子や清水麻椰など）もパートナーに迎えている。
    - 2018年の初回放送（1月5日）には、当時のパートナーだった方正が休暇を取っていた関係で、後輩の漫才コンビ・霜降り明星が初めて代演した。
- コーナーレギュラー
  - 月曜日：中西正男
    - 2020年春より、当番組限定で「なかにし正男」に改名中。

  - 火曜日
    - 2019年11月5日から2020年2月25日までの期間限定で12:00過ぎに放送されていた「愛とMARUKOの心と体がもっと輝く!」には、フリーアナウンサーの福島有紀がモデルとして出演していた。

  - 水曜日：らぶおじさん（絶対アイシテルズ→酎介）
    - 第3期の開始から吉田結衣（出演期間中は「シンクロック」のツッコミ役 →　ピン芸人 → 「THIS IS パン」のツッコミ役として活動）が出演していたが、「THIS IS パン」結成後の2018年度から活動の拠点を東京へ移すことを背景に、2018年3月28日放送分で卒業。

  - 木曜日：爛々（2023年4月6日 - ）
    - 第3期の開始から尼神インターが出演していたが、2017年度から活動の拠点を東京へ移すことを背景に、2017年3月29日放送分で卒業。MBSラジオでは、同日の出演終了後に卒業記念の冠番組『尼神インターのすこ〜し愛して♡♡♡♡♡』を収録したうえで、4月2日（日曜日）の19:00 - 21:00に放送した。この番組には、玉巻映美（毎日放送アナウンサー）がコーナーゲストとして登場したほか、当番組のレギュラー出演者から、松井・あいはら・亀井がコメントを寄せた。
    - 尼神インター卒業後の2017年4月6日から2018年3月29日までは祇園、2018年4月5日から2020年3月26日まではセルライトスパ、2020年4月2日から2022年9月29日までは河野良祐、2022年10月6日から2023年3月30日までは紅しょうががコーナーレギュラーを務めた。

  - 金曜日：亀井希生◎
    - 当番組への出演開始後も、『こんちわコンちゃんお昼ですょ!』金曜日へのコーナー出演を継続。
- 気象キャスター
  - いずれもMBS気象情報部と契約している南気象予報士事務所所属の気象予報士で、「MBS気象情報部の気象予報士」として、12時台の「お天気のお知らせ」へ交互に出演。出演日には、『こんちわコンちゃんお昼ですょ!』でも、14時台前半の同コーナーを担当する。
    - 吉村真希（主に月・金曜）
    - 南利幸（主に水曜）
    - 前田智宏（主に火・木曜[66]、2018年6月から担当）
      - 2018年5月までは、南が火・水曜日、吉村が月・木・金曜日を担当していた。

#### 『茶屋町プレミアムナイト』枠（ナイターオフ編成）

##### 第1期前期（2013年度ナイターオフ）（金曜日17:54 - 21:00）
- 週愛パートナー：未知やすえ、小原正子、千鳥、ヨーロッパ企画の団員が週替わりで担当。
  - 小原は、金曜日の午前中に「クワバタオハラ」として[67]『上泉雄一のええなぁ!』（MBSラジオの生ワイド番組）で週替わりパートナーを務めてから、当番組に出演していた。
  - 所定の上記メンバー以外では、香西かおり、藤本敦士[68]、月亭方正、大畑大介[69] がパートナーを務めたことがある。
- コーナーレギュラー：ヒューマン中村
  - 「ようこそ!男の花園へ」のみ出演。放送上は、松井から「ヒューマン先生」、リスナーから「師匠」と呼ばれていた。
- スポーツキャスター：金山泉◎
  - 基本として「Today's Sports Topix」にのみ出演。週替わりパートナーの出演時間が遅い場合には、オープニングからそのパートナーが登場するまで、松井の相手役を務めた。
- ニュースキャスター：上田崇順◎

##### 第2期（2014年度ナイターオフ）（火 - 木曜日17:54 - 20:00・金曜日16:00 - 20:00）
- 週愛パートナー
  - 火曜日：シャンプーハット
  - 水曜日：テンダラー
  - 木曜日：未知やすえ
  - 金曜日：月亭方正、小原正子（クワバタオハラ）、千鳥、大畑大介、永野宗典（ヨーロッパ企画）が週替わりで担当。
    - シャンプーハットは『ヤマヒロのぴかいちラジオ』（週替わりパートナー）、テンダラーは『なにやっテンダラー』（パーソナリティ）と、前年度の「茶屋町‐」にも同じ曜日に出演。2014年春より『ちちんぷいぷい』（MBSテレビが平日の午後に放送中の情報番組）の金曜日に出演する関係で、放送時間の重なる通年編成枠に登場できないやすえが、この枠のパートナーとして半年振りに復帰した。
    - 金曜日には開始当初、1組のパートナーが、通年編成枠のオープニングから4時間にわたって出演。その後は、17:46を境にパートナーを交代するようになった。放送週によっては、「女祭り」と称して、よしもとクリエイティブ・エージェンシー所属の若手女性タレント・芸人（酒井藍、福本愛菜、尼神インターなど）や松竹芸能所属の女性芸人（チキチキジョニーなど）が17:46以降のパートナーを務めることがある。
- コーナーレギュラー（金曜日のみ）：ヒューマン中村
  - 通年放送枠の「ヒューマン中村のモテナイ川柳」に続いて、「ヒューマン中村の『モテ金（きん）全力投球!』」（19時台前半）へ出演。
- スポーツキャスター
  - 火曜日：馬野雅行◎
  - 水曜日：井上雅雄◎
  - 木曜日：金山泉◎
  - 金曜日：近藤亨◎
- ニュースキャスター
  - 火曜日：千葉猛◎
  - 水曜日：上田崇順◎
  - 木曜日：水野晶子◎
  - 金曜日：千葉猛もしくは上田崇順

以上のキャスターについては、他のアナウンサーが担当することもある。

## タイムテーブル
時刻は目安で、「 」内は放送上のコーナータイトル。

### 2015年4月 - 2021年10月2日（月 - 金曜日）
以下の記述は、2021年4月以降の放送内容に準拠。

10時台
- 10:30　オープニング
  - 直前番組の『ありがとう浜村淳です』からステブレレスで直結。放送枠の移動当初は、浜村淳が松井向けのメッセージ（「ところで、愛ちゃんは〜」で始まる問い掛け）を入れた口上で番組を締めくくっていたため、そのメッセージに松井が応じたうえでタイトルコールに入っていた。
  - タイトルコールの後は、松井とパートナーとひとしきりフリートークを展開。ゲストを迎えることもある。
- 10:50　インフォマーシャル
- 10:55  　「男と女の愛LINE」（放送中にリスナーからメッセージを募集する企画）のテーマを発表

11時台
- 11:00　MBS交通情報
- 11:05　MBSニュース
  - 松井（休演時にはパーソナリティ代理）や当日のレギュラー出演者を除く毎日放送のアナウンサーが、シフト勤務の一環で交互に担当。非常時・緊急時などを除いて、最後の項目を「気象に関する情報」（放送日午後以降の気象概況情報）に充てている。
- 11:10 日本直販とく選ラジオショッピング
  - 前々番組の『さてはトコトン菊水丸』から、運営会社やプレゼンター（商品紹介の担当者）を変えながら継続。
- 11:15　日替わりコーナーパート1
  - 月曜日：
    - 「閻魔南光様、お裁きお願いします!」
      - 「男と女の愛LINE」で取り上げたメッセージテーマから派生したコーナーで、2016年5月からスタート。「懺悔すればその罪は滅びる」をモットーに、「懺悔したいこと」に関するメッセージをリスナーから募集する。当コーナーでは、その一部を松井が紹介したうえで、「閻魔様」に扮した南光が「『地獄行き』か『極楽行き』か」という二者択一方式でリスナーを裁く。当初は桂南光の出演週にのみ放送していたが、隔週交代でパートナーを務めていた小原が2017年9月で降板したため、同年10月以降は毎週放送されている。
      - 第3期の開始から2016年3月までは、南光・小原の出演週を問わず、「今ドキ!コドモ通信」を編成。現在の子どもたちの間で流行しているモノや、子どもたちを取り巻く現象などを紹介していた。
      - 2016年3月から2017年9月までは、小原が出演する週を中心に、「今ドキ!コレ、ど〜思う?通信」を放送。あらゆる流行・現象から毎週1つのテーマを選んだうえで、リスナーからのメッセージを交えながら、松井・小原が感想や私見を述べ合っていた。小原の休演期間中も、パートナーを南光に代えたうえで、「閻魔南光様、お裁きお願いします!」と交互に放送。

  - 火曜日：「勝手に認定! それ、いらんピオン!!」
    - 2018年4月から放送。リスナーの身辺で巻き起こる些細な出来事から、リスナーが「いらん（不要）」と感じる事物に関するメッセージを募集。松井とやすえがメッセージの一部を交互に紹介したうえで、やすえ（休演時にはパートナー代理者）の独断を基に、半年単位の勝ち残り方式で「世の中で最も不要な事物（いらんピオン）」を決める。なお、最終的に「いらんピオン大賞」に認定されたメッセージを投稿したリスナーには、コーナースポンサーの商品を贈呈する。
    - やすえの間質性肺炎発症による休演のタイミングが2019年度下半期の「いらんピオン」決定と重なったため、2020年4月の「リセット」を機に、暫定措置としてルールを若干変更。このコーナーから吉本新喜劇の女性座員を週替わりで出演させたうえで、その座員が持ち込んだ「吉本新喜劇内のいらんピヨン」1件と、視聴者から寄せられたメッセージ1件を対象に、パートナー代理の浅越が1対1方式で勝者を決定する。
      - 第3期の開始から2018年3月までは、「おいコラ!なめとったら鼻の穴から割り箸突っ込んで下からカッコンしたろかワレ!!　…怖かった〜。」を放送していた。
        - 女性リスナーから募集した「男のココが許せない!腹立つ!」というエピソードの一部を松井が紹介したうえで、その感想をやすえが3段階（大カミナリ・中カミナリ・小カミナリ）で評価。評価の対象になったメッセージを投稿したリスナーには、評価に応じた枚数のポストカード（大3枚・中2枚・小1枚）を進呈した。ポストカードにはいずれも、こいでが描いた松井の似顔絵を入れていた。
        - コーナーのタイトルは、やすえが吉本新喜劇で披露する決め台詞の一つに由来。やすえが休演する場合にも、オープニングコールや「カミナリ」ごとの口上には、事前にやすえの声で収録した音源を用いた。翌週のパートナーが男性の場合には、通常とは逆に、男性リスナーから「女性への怒り」を募集していた。

  - 水曜日：「のぞき見!男と女のマガジン!」
    - 放送枠を移動する前の『上泉雄一のええなぁ!』で、水曜日に松井が担当していたコーナーを継続。放送時点で発売中の週刊誌から選んだ「男と女」にまつわる記事をテーマに、記事の内容を掘り下げながら紹介する。

  - 木曜日：「アノ金、そのカネ、どーなってるの? マネー問題研究所」
    - 松井とあいはらが、世間の「お金」にまつわるトークを展開する。コーナーの趣旨は、松井が『せやねん!』（毎週土曜日にMBSテレビで放送中の情報番組）で進行役を務める「今週の気になるお金」に近い。

  - 金曜日：「○○さん。もうすこ〜し聞かせて!」（○○は2019年10月改編から週替わりで出演するゲストパートナーの氏名）
    - 週替わりでゲストパートナーを迎える2019年10月4日から放送（初回の○○は濱田マリ）。ゲストに対して「もうすこ〜し聞かせて!」と思う質問をリスナーから募集したうえで、松井が「遠慮なし」「NGなし」という姿勢で、放送中に質問をぶつける。
    - 月亭方正がレギュラーでパートナーを務めていた時期には、以下のコーナーを放送していた。
      - 第3期の開始から2016年12月22日までは、この時間に「BACK　TO　THE　20世紀」を編成。20世紀（主に松井・方正の青少年時代）に流行したモノやコンテンツから毎週1つのテーマを選んだうえで、思い出話やリスナーからのメッセージとともに、当時の状況を振り返った。
      - 2017年1月から2019年9月27日までは、「愛と方正の器小っちゃいな〜」を放送。自身・他人を問わず、「人としての器（器量）が小っちゃい（小さい）」というエピソードに関するメッセージをリスナーから募集したうえで、その一部を紹介していた。コーナーの最後に、「おちょこのウラ（『人としての器量が最も小さい』）大賞」を選ぶ。大賞を発表する前に、方正が必ず「う〜ん……決められないのです」と嘆くことが特徴。大賞に該当するメッセージを送ったリスナーには、番組グッズの詰め合わせを進呈する。
        - 放送枠を特別に12:50まで拡大した2016年12月22日放送分で、延長枠（12:30 - 12:50）の特別企画として放送。リスナーから多数のメッセージが寄せられたことを受けて、2017年1月6日放送分からレギュラーコーナーとして編成した。
- 11:30　「男と女の愛LINE」
  - 放送日によっては、「ビッグムーン大月のいっぱい愛して欲しいの情報」（アナウンサー出身のMBSラジオ制作部員・大月勇の進行によるラジオショッピング・インフォマーシャルコーナー）をはさむことがある。
  - 2019年4月1日（月曜日）には、平成に代わる元号の発表が当該時間帯に予定されていたため、首相官邸の記者会見場に待機していた毎日放送東京支社報道部解説委員の三澤肇（元・アナウンサーで、アナウンサー時代は松井の1年後輩）からの生中継リポートを挿入。松井・南光とのクロストークをはさんで、毎日放送制作の番組としては唯一、菅義偉内閣官房長官による新元号（令和）発表の瞬間（11:40）を生中継で伝えた（テレビではTBS制作の『JNN報道特別番組「まもなく新元号発表!」歴史的瞬間いまなにが?なぜその元号に』を同時ネット）[70]。
- 11:50　日替わりコーナーパート2（2018年3月までは全曜日とも12:00過ぎまで放送）
  - 月曜日：「すこ〜しはイヤ!い〜っぱい教えて♡　中西正男の芸能タックル」
    - 中西が、直近に報じられた芸能ニュースから、「大ネタ（全国向けのワイドショーや週刊誌で扱うレベルのネタに）」と「小ネタ（関西を中心に活動する芸人やタレントに関する独自ネタ）」を厳選して語る。
    - コーナーの最後には、「芸能天気予報」を放送。中西が「今週の芸能界も、比較的荒れた一週間になるでしょう」と天気概況風の口上を述べたうえで、放送週に予定されている芸能関係の話題（主に注目のタレントが出演する記者会見やイベント）を1本紹介する。

  - 火曜日：「浅越ゴエのな〜んじゃそれ!ザ・ワールド」
    - 世界中から集めた珍ニュースをテーマに、「クイズマン」に扮した浅越が、松井とパートナーに3問のクイズを出題。正解数×500円（最大1,500円）分のクオカードを、希望するリスナーから、抽選で1名に進呈する。当コーナーの終了直後からFAXと電子メールでプレゼントへの応募を受け付けた後に、当日のエンディングで当選者を発表する。

  - 水曜日：「てつじのグルメ愛から手帖」
    - 『上泉雄一のええなぁ!』第1期から事実上継続。つけ麺の専門店「宮田麺児」のプロデュースに携わるなど、「関西のグルメ王」として知られるてつじが、リスナーの食欲をそそりそうなグルメ情報を語る。コーナータイトルは、「あまから手帖」（毎日放送が関与している料理・グルメ雑誌）にちなむ。
      - 吉田が出演していた時期には、本編に入る前に、吉田がパンシェルジュの立場からパンに関する情報を紹介。紹介したパンの現物や、自身の実家で経営しているベーカリーで焼いたパンを、松井・てつじに差し入れることもあった。

  - 木曜日：「世の中のあらゆることをネッチリ調査 "調べっこ倶楽部"」
    - 河野の出演開始を機に、2020年4月2日から放送。「調べっこ倶楽部」という架空の組織の部長に扮した河野が、さまざまな事柄について、知っているようで知らない情報を独自に調査した結果に、知って嬉しい情報を添えてスタジオで報告する。
    - 第3期の開始から2020年3月26日までは、「あらゆるお悩み、すこ〜し解決! 茶屋町相談劇場」を放送。リスナーから投稿された悩みを、尼神インター → 祇園 →　セルライトスパの漫才で紹介した後に、出演者が知恵を絞って解決法を考えていた。

  - 金曜日：「方正の知らない世界」→　「方正の知らない人たち」 → 「方正の知らないお話」→「○○さんの知らないお話」（○○は2019年10月改編から出演する週替わりゲストパートナーの氏名）
    - 多趣味で飽きっぽい方正に、亀井が「こんな趣味はいかが?」とプレゼン。最後に方正がどれだけ興味を持ったか星の数（最大3つ）で評価する。
    - 2016年4月からは「方正の知らない人たち」に変更。さまざまなジャンルの有名人から、亀井が毎週1名を選んだうえで、知られざる一面を方正に紹介していた。2017年4月からは、テーマを歴史上の出来事や文化・宗教などの豆知識に拡大したうえで、「方正の知らないお話」へリニューアル。いずれも、方正が最後に、プレゼンの内容を星の数で評価している。方正の降板を機に、週替わりのゲストパートナー制へ移行した2019年10月改編以降も継続。
      - 松井が夏季休暇で休演していた2016年8月12日放送分では、休暇前の松井から承諾を得たうえで、松井自身に関する共演者や同僚アナウンサーからのアンケート調査の結果を亀井が紹介した。

12時台
- 12:00 昼はランラン愛ランチ♡（2018年4月から時報に続いて放送）
  - 水曜日：「らぶおじさんのらば〜ず・キッチン!」
    - リスナーから料理に関する悩みや相談を募集したうえで、毎回数件を紹介。調理師の免許を持つらぶおじさんが、解決策になりそうなレシピを提案する。

  - 水曜以外の曜日には、松井の声による「昼はランラン愛ランチ♡」のジングルをはさんで、前述した日替わりコーナーを続ける。
  - 火曜日には一時、カルビーとのタイアップ企画「フルグラ×愛　でもっと輝く」を放送。松井が「フルグラ」（同社から発売中のグラノーラ）の魅力を語ったほか、希望するリスナーから、毎月10名に「フルグラ」を進呈していた。2019年11月5日から2020年2月25日までは、体型補整用婦人下着メーカーのマルコ（MARUKO）とのタイアップ企画として、「愛とMARUKOの心と体がもっと輝く!」 を期間限定で放送。「体型に悩んでいる」という福島有紀に同社製の下着を4か月間着用させながら、着用による効果や変化などを紹介している。
- 12:07　MBS交通情報
- 12:10　MBSニュース
- 12:15 お天気のお知らせ
  - 2017年3月までは、日本気象協会関西支社と中継をつないだうえで、協会所属の気象予報士が協会発表の天気予報を伝えていた。同年4月からは、「MBS気象情報部の気象予報士」が、当番組のスタジオへ直々に出演。同部の独自観測に基づく天気予報を伝える。
- 12:20　「男と女の愛LINE」
- 12:28　エンディング　
  - 通常は、リスナーからのメッセージ紹介や、後枠番組『こんちわコンちゃんお昼ですょ!』出演者とのクロストークに充てる。
  - 金曜日のみ、『上泉雄一のええなぁ!』時代に続いて、彩羽真矢がリポーターを務める「トヨタ街角ステーション」→「日本を元気に!あなたの街のささえびと」（トヨタ自動車単独提供・NRN加盟局の企画ネットによる同社販売店からの生中継コーナー）を放送。「今週のオスカル様」（かつて宝塚歌劇団の女優として活動していた彩羽が、中継先のお勧め情報を「ベルサイユのばら」のオスカル風に紹介するコーナー）で中継を締めくくるなど、「街角ステーション」というタイトルを使用していた『ええなぁ!』時代の放送内容を引き継いでいる。このタイトルも2021年3月26日放送分まで使用していたが、翌週（4月2日放送分）から他の企画ネット局と揃って改称。2022年3月限りでトヨタがスポンサーを降りたのに伴い、企画ネットは解消され、同年4月からはコーナースポンサーなしの「わくわく♪マヤ散歩」が始まっている。

### 第1期後期（2014年度プロ野球シーズン）&第2期（2014年度ナイターオフ）の金曜日
●：前番組『嘉門達夫のどんなんやねん!』から継続

16時台
- 16:00　オープニング
  - 松井は、かつて水・木曜日にアシスタントを務めていた前枠番組『こんちわコンちゃんお昼ですょ!』のエンディングから出演。パーソナリティの近藤光史と短めのクロストークを展開してから、16時の時報をはさむ。
  - 「赤いスイートピー」（松田聖子）のイントロをBGMとした松井のタイトルコールの後に、「ザナドゥ」（オリビア・ニュートン＝ジョン&エレクトリック・ライト・オーケストラ）にBGMが切り替わって本編に入る。松井とパートナーによるトークが一段落してから、「男と女の愛LINE」（後述）へのメッセージを募集する。
- 16:09　MBS交通情報●
- 16:12　「今週のニュース!愛目線」→「今週の愛 of the Topix」
  - 放送週のニュースから、「妻」「1児の母」「アナウンサー」という顔を持つ松井が気になったトピックスを詳しく紹介する。
  - 2014年度下半期は18時台に「今日のニュース!愛目線」が復活したためタイトルを変更。
- 16:30　はぴねすくらぶラジオショッピング●
  - はぴねすくらぶの担当者が電話で出演。
- 16:35　MBSニュース●
- 16:40　「愛の診療所♡」
  - 「松井が茶屋町の雑居ビルで診療所を営む」という設定の下に、“愛先生”に扮した松井が、リスナーからの悩みに答えるコーナー。「週愛パートナー」が松井の“助手”に扮する。松井の後輩アナウンサー・鈴木健太が、オープニングのナレーションを担当。
  - 当コーナーでは、“助手”がリスナーからの悩みを紹介。その悩みを解決すべく、“愛先生”とトークを繰り広げる。最後に、「愛先生からの処方箋」と称して、悩みの内容に見合った楽曲を流す。メッセージを紹介されたリスナーには、白衣姿の“愛先生”の写真を使った7種類のジグソーパズルから、1種類を進呈する。
- 16:50　お天気のお知らせ●
  - 日本気象協会関西支社から、同社所属の気象予報士が出演。
- 16:53　「男と女の愛LINE（アイライン）」
  - 「男と女」をテーマにリスナーから募集したメッセージの一部を、松井とパートナーが互いに違う立場から紹介する。

17時台
- 17:00　MBS交通情報
- 17:03　「正男ちゃん!気になる芸能ニュース すこ〜し教えて♡」
  - 中西は当コーナーから出演。松井が甘い口調でコーナータイトルを述べた後に、「はい、喜んで!」と返すことで本題に入る。
  - 前半では、放送週の主な芸能ニュースを、3項目に絞って紹介する。後半には、中西が独自の取材などで得た情報を、「ここだけの話」として披露。放送開始当初は「全国区の超A級ニュース」と「関西ローカルのB級ニュース」に分けて伝えていた。
- 17:18　ネットワークTODAY〜今日のニュースのまとめ〜●[71]
- 17:25　日本直販とことんラジオショッピング●
- 17:32　「男と女の愛LINE」パート2
- 17:40　エンディング
  - 「週愛パートナー」と中西は、この時間まで出演。2014年度のナイターオフ編成では、金曜日のみ2部構成を採用している関係で、原則としてこの時間を境にパートナーが交代する。
- 17:43 地震防災メモ・気象一口メモ●
- 17:45　「ヒューマン中村のモテナイ川柳」　
  - 当コーナーには、松井と中村のみ出演。“モテナイ”男性の言動や行動にまつわる川柳をリスナーから募集したうえで、“モテナイ師匠”こと中村が毎週川柳を1首ずつ詠む。さらに、その川柳に対する中村からの「返句」で番組を締めくくる。
  - プロ野球シーズンでナイトゲームの開催を予定している週には、ステブレレスで『MBSベースボールパーク』につなぐ。

### 『茶屋町プレミアムナイト』枠

#### 第2期（2014年度ナイターオフ）
◎=「茶屋町プレミアムナイト」の共通コーナー（詳細は茶屋町プレミアムナイト#共通コーナーを参照）
放送上は、前述の通年放送枠を「前半」、当枠を「後半」と称している。
17・18時台
- 17:46 オープニング
  - 前枠番組（火 - 木曜日は『ノムラでノムラだ♪』、金曜日は前述の通年編成枠）からステブレレスでスタート。松井とパートナーによるトークが一段落したところで、「男と女の愛LINE」や、19時台の日替わり企画（後述）への投稿を募集する。金曜日のみ、「前半」と別のパートナーが、この時間からエンディングまで出演。
- 18:10「Today's Sports Topix」◎
  - 当コーナーのみスポーツキャスターが出演。最新のタイガース情報やスポーツニュースを3項目伝える。タイガースの春季キャンプ期間中（2015年2月）には、一軍のキャンプ地・宜野座村（沖縄県）から、毎日放送のスポーツアナウンサーやタイガースの関係者が電話で出演する。
- 18:35「しゃかりきラジオ営業マン　ビックムーン大月のマル得プレミアム情報」◎
- 18:45「今日のニュース!愛目線」

19時台
- 19:00　日替わり企画
  - 火曜日：「シャンプーハットの愛LOVEこども」
    - 「子育てに正解はない!だから一緒に勉強していきましょう!」というコンセプトの下に、現役の子育て世代に当たる松井とシャンプーハットが、同世代のリスナーからの意見を交えながら「育児」に関するトークを展開する。

  - 水曜日：「今夜のキングはThis is it!　King of Kings!のコーナー」
    - 「あなたにとってのキング・オブ・〜」という週替わりのテーマについて、松井とテンダラーの浜本広晃・白川悟実が1人ずつプレゼンテーションを披露したうえで、リスナーからの投票によってそのテーマの「King of Kings」（ナンバーワン）を決める企画。「MBSモバイル」（毎日放送のスマートフォン・携帯電話向け公式サイト）内の当番組公式サイトでは、当日のオープニングから当コーナーの放送中まで投票を受け付ける。コーナータイトルの「This is it」「King of Kings」は、浜本が尊敬するマイケル・ジャクソンの代表曲のタイトル・敬称（King of POP）、および「チャンピオン」（アリス最大のヒット曲）の歌詞の一部（King of Kings）にちなんでいる。

  - 木曜日：「訊（き）かなわからん、未知なる世界」
    - 松井にもやすえにも無縁の世界や業界（放送上の呼称は「〜の世界」）に詳しいマニアや専門家をスタジオに招いたうえで、「訊かなわからん（訊かなければ分からない）」とばかりに質問を重ねることによって、その世界や業界への理解を深める。

  - 金曜日：「ヒューマン中村の『モテ金（きん）全力投球!」
    - 独身で異性に縁の無いことを自認している中村を、放送期間の半年で少しでも「モテる男」に近付けるための取材企画。中村は、街頭取材などで「モテる男」や男磨きのヒントを探しながら、松井やパートナーを相手にその成果を披露する。中村による「モテ金格言」で、コーナーを締めくくることが特徴。コーナータイトルは、MBSテレビでも放送された『たのきん全力投球!』（TBSテレビ制作）に、放送曜日（金曜日）を重ねている。
- 19:30「MBSニュース」◎
  - ニュースキャスターのみ出演。
- 19:40「男と女の愛LINE」
  - 水曜日のみ、不定期で「白神様のいくつになっても甘えんぼ」を放送。「白神様（しらがみさま）」に扮した白川が、怒りにまつわるリスナーからのメッセージを紹介しながら、そのリスナーを癒やす言葉を投げ掛ける。コーナータイトルの「いくつになっても甘えんぼ」は、テンダラーの先輩芸人である間寛平のギャグにちなんでいて、間の歌唱による同名の楽曲も当コーナーの随所に使われている。
- 19:45「スナック愛」
  - 「松井が（当番組のスタジオ・毎日放送の本社がある）茶屋町の雑居ビルで『スナック愛』を営む」という設定の下に、“ママ”に扮した松井が、パートナーの悩みや愚痴を聞くコーナー。「大人の隠れ家」という雰囲気を出すために、松井がパートナーらの好きな飲食物を出したり、BGMにジャズを流したりするなどの趣向を凝らしている。オープニングテーマ曲は「無造作紳士」（ジェーン・バーキン）で、本編の前後に、アナウンサー出身の伊東正治（毎日放送ラジオ局プロデューサー）の声で事前に収録したナレーションが流れることが特徴。
  - 2015年1月27日（火曜日） - 30日（金曜日）には、毎日放送が製作に出資した東映の実写映画「深夜食堂」（同月31日から公開）との連動企画として、当コーナーを「おいし〜んや食堂　愛」に衣替え。松井が“女将”に扮したうえで、食堂風のメニューをパートナーに出しながら、食堂にまつわるエピソードを語り合った。
- 19:55 エンディング

#### 第1期前期（2013年度ナイターオフ）
◎=「茶屋町プレミアムナイト」の共通コーナー（詳細は茶屋町プレミアムナイト#共通コーナーを参照）
17・18時台
- 17:54 オープニング
  - 『♥』と同じ趣向で、当時の前枠番組であった『嘉門達夫のどんなんやねん!』からのステブレレスによってスタート。
- 18:20「Today's Sports Topix」◎
  - スポーツキャスターの金山が、最新のタイガース情報やスポーツニュースを3項目伝えていた。出演者に女性が多いことから、「茶屋町プレミアムナイト」の他曜日ほどニュースを詳しく伝えない代わりに、「イケメン」として脚光を浴びているスポーツ選手から毎回1名を「スポメン」として紹介していた。
- 18:35「しゃかりきラジオ営業マン　ビックムーン大月のマル得プレミアム情報」◎
- 18:45「今日のニュース!愛目線」
  - 放送当日のニュースから、「妻」「1児の母」「アナウンサー」という顔を持つ松井が気になったトピックスを詳しく紹介。『♥』でも「今週のニュース!愛目線」として継続している。

19時台
- 19:00「ようこそ!男の花園へ」
  - 「チェリーボーイ」と公言している中村が、放送日時点で発売されている「超A級男性誌」（週刊大衆・週刊実話・アサヒ芸能など）・写真週刊誌・ニュースサイトなどから、選りすぐりの記事を紹介していた。記事を紹介するたびに、「チェリーボイス」と称して、自分なりのコメントをはさむことが特徴。
  - 中村が出演しない場合[72] には、大吉洋平（毎日放送アナウンサー）が「イケメン歴28年」というキャラクターで、『上泉雄一のええなぁ!』（放送当日にコーナーレギュラーとして出演）に続いて登場。「チェリーボイス」では、「ハンサムボイス」と改題したうえで、得意の流暢な英語を交えながらコメントを述べていた。
- 19:30「MBSニュース」◎
- 19:40「男と女の愛LINE」

20時台
- 20:00「アイトモ!すこ〜し教えて♥」
  - 年齢、性別、職業、プロ・アマを問わず、さまざまな人物から、普段の生活に“すこ〜し”ヒントをもらえるような情報をスタジオで教わるコーナー。「すこ〜し教えてもらい、“アイトモ”の輪を広げよう!」というテーマを掲げていた。
  - 2014年1月からは、月に1回のペースで、中西が当コーナーに出演。独自の取材などを基に、放送日直近の芸能情報を紹介している。
  - 当番組の開始と同時に毎日放送の野球解説者へ就任した藤本は、当コーナーへのゲスト出演をきっかけに、2014年1月24日放送分の18時台[73] でパートナーを務めた。
  - 東宝配給の新作映画の公開前日（または当日）に当番組を放送する場合、映画のPRを兼ねて、松井からメインキャストに対する事前収録のインタビューを放送することがあった（「かぐや姫 - 」以外は毎日放送が製作委員会に加わっている）。
    - 2013年11月1日放送分では、当コーナーの時間帯を18時台の後半に繰り上げるとともに、「劇場版 SPEC〜結〜」に出演の戸田恵梨香・加瀬亮に対するインタビュー音源を流した。
    - 2013年11月23日放送分では、スタジオジブリ制作のアニメーション映画「かぐや姫の物語」で、主人公「かぐや姫」の声の演じた朝倉あきに対するインタビュー音源を流した。
    - 2014年1月31日放送分では、「抱きしめたい -真実の物語-」に出演の北川景子・錦戸亮に対するインタビュー音源を流した。
- 20:35『あさひるばん ビギニング』（文化放送制作のラジオドラマ、当番組での放送日は2013年11月15日・11月22日・11月29日・12月6日・ 12月13日）◎
- 20:40「スナック愛」
  - 「アイトモ!すこ〜し教えて♥」のゲストも、引き続き出演することがあった。
- 20:55 エンディング

※MBSラジオ公式サイト内の「週間番組表」では、上記のコーナー以外に「with愛しタイガース」というコーナーが当番組の紹介欄に毎週表記されていた。しかし、実際には放送されず、「Today's Sports Topix」の中でタイガース情報をまとめて扱っていた。

## 派生番組『松井愛と小原正子のあさカツ♥』→『松井愛のあさカツ♥』
「自分の時間や趣味が欲しい」と声高に主張したい主婦に向けて、主婦の役に立つ知識を持つ専門家（放送上の呼称は「あさカツ先生」）を月替わりで招いたうえで、主婦や女性としてさらに向上するコツを学ぶ事前収録番組。（放送開始時点で）アナウンサーとして活動しながら中学生の長男を育てている松井と、2児の母親である小原が、「主婦代表」として聞き手を務めていた。
2017年10月6日から2018年4月1日までは、毎週日曜日の9:15 - 9:30に放送されていた。2018年4月8日からは、放送枠を毎週日曜日の7:20 - 7:30へ移動。同月および翌5月の放送分では、料理や美容に造詣の深い小原自身が、「あさカツ先生」を務めている。
なお、小原は2020年3月29日放送分を最後に降板。翌週（4月5日放送分）からは、松井と月替わりパートナー（主に同僚アナウンサー）の出演へ移行するとともに、番組タイトルを『松井愛のあさカツ♥』に改めている。2021年3月28日放送分で終了。